# Pierre-Alexandre Monsigny
Pierre-Alexandre Monsigny (Fauquembergue, 17 ottobre 1729 – Parigi, 14 gennaio 1817) è stato un compositore francese, membro della Académie des beaux-arts francese (1813).
È considerato, assieme ad André Ernest Modeste Grétry e a François-André Danican Philidor, il fondatore di un nuovo genere musicale, l'opéra-comique, che aprì un percorso evolutivo musicale approfondito da un buon numero di compositori delle generazioni successive.

## Biografia
Venne istruito ed educato presso un collegio dei Gesuiti, nella località di Saint-Omer e proprio lì ebbe modo di scoprire l'inclinazione musicale. Iniziò, quindi, a studiare il violino, ma la morte improvvisa del padre e la necessità di sostenere la famiglia, lo costrinsero a trascurare momentaneamente gli studi ed a recarsi a Parigi (1749), dove ottenne una occupazione dapprima presso il Bareau des Comptes du Clergé e successivamente come maitre' d'hotel del duca di Orléans. 
Tre anni dopo, dopo aver assistito alla performance della Serva padrona di Giovanni Battista Pergolesi al National Opera parigino, rifiorì in lui il desiderio di coltivare il suo talento artistico e dopo un periodo di studio effettuato come allievo del maestro Gianotti, fu in grado di rappresentare, ricevendo una ottima accoglienza, la sua prima opera comica, intitolata Les Aveux indiscrets (1759).
Seguirono un buon numero di opere scritte in breve tempo, tra le quali annoveriamo : Le Maitre en droit (1760), Le Cadi dupé (1761), Le Roi fermier (1762), Rose et Colas (1764), Aline, reine de Golconde per il libretto di Michel-Jean Sedaine (1766 all'Académie Royale de Musique di Parigi), Le Déserteur (1769), La Faucon (1772). Tutte queste opere furono composte per il teatro della Comédie Italienne.
Monsigny passò un periodo difficile da un punto di vista economico, a causa delle privazioni imposte dalla Rivoluzione francese e dal Regime del Terrore. Riuscì a sopravvivere grazie ad una pensione  fornitagli dall'Opéra-Comique.
Nel 1800, ottenne l'incarico di ispettore del Conservatorio di Parigi e nel 1813 divenne accademico, prendendo il posto di Grétry.

## Opere principali
- Les Aveux indiscrets (1759);
- Le Maître en droit (1760);
- On ne s'avise jamais de tout (1761);
- Le Cadi dupé (1761);
- Le Roi et le Fermier (1762);
- Le Nouveau Monde (1763);
- Rose et Colas (1764);
- Aline, reine de Golconde (1766);
- Philémon et Baucis (1767);
- L'Île sonnante (1768);
- Le Déserteur (1769);
- Le Faucon (1772);
- La Belle Arsène (1773);
- Félix ou l'Enfant trouvé (1777).